# LWL-Museum Zeche Nachtigall
Das LWL-Industriemuseum Zeche Nachtigall ist ein technisches Museum in Witten-Bommern. Das Museum, eine Außenstelle des LWL-Industriemuseums, befindet sich auf dem alten Werksgelände der Zeche Nachtigall an der Nachtigallstraße 35–37. Es ist heute Ankerpunkt der Route der Industriekultur und ein Infozentrum des Geoparks Ruhrgebiet.

## Entstehung

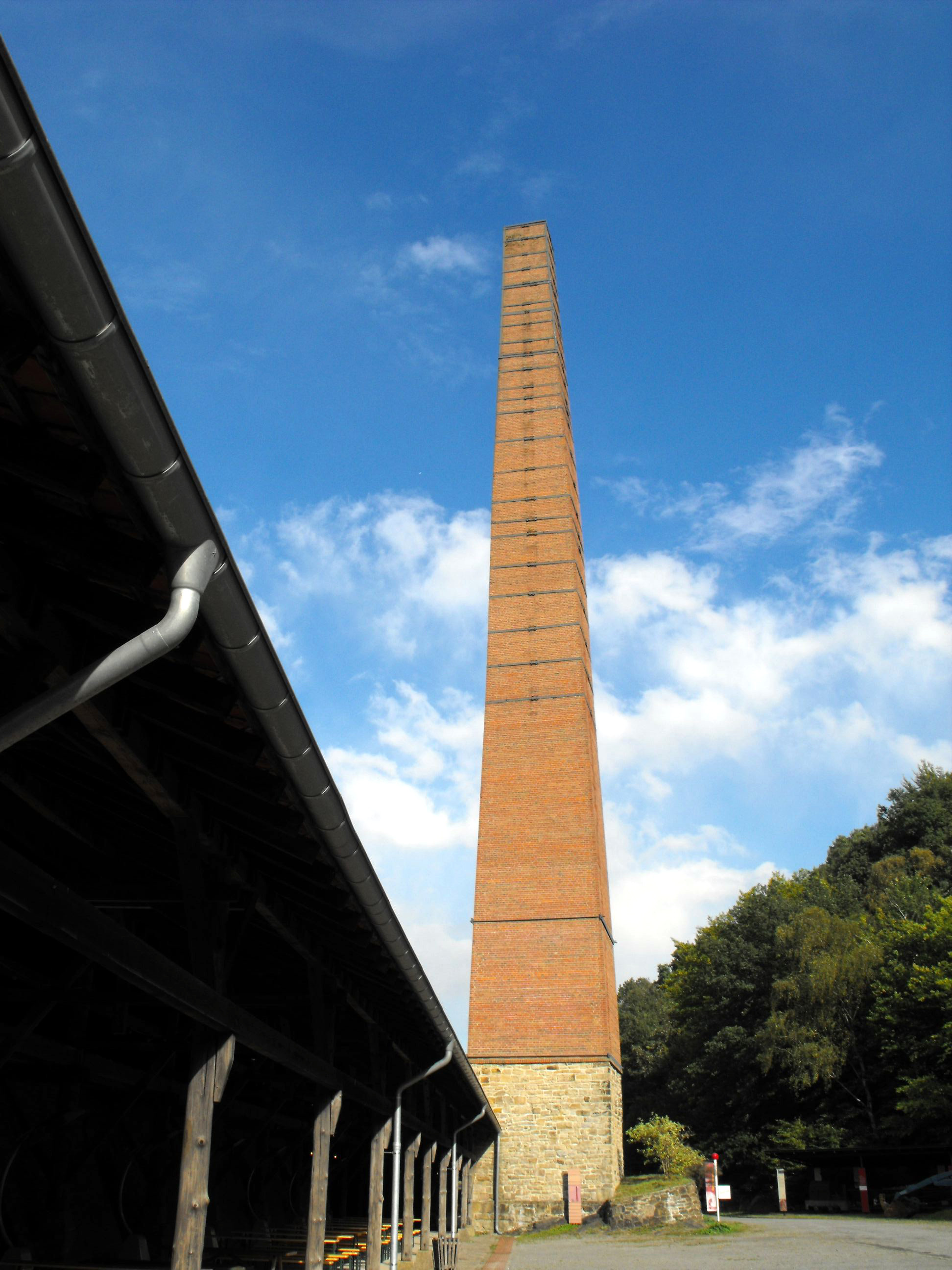
Schornstein der Ziegelei

Nach Stilllegung der Zeche Nachtigall im Jahre 1892 wurde einige Jahre später auf dem Zechengelände vom Unternehmer Wilhelm Dünkelberg eine Ziegelei errichtet. Nachdem diese Ziegelei im Jahr 1964 ihren Betrieb eingestellt hatte, wurden das Gelände und die übrig gebliebenen Tagesanlagen zunächst von der Stadt Witten erworben. Im Jahr 1982 übernahm das Westfälische Industriemuseum den Baubestand des ehemaligen Bergwerks. Von den Tagesanlagen des ehemaligen Bergwerks waren noch die ehemalige Waschkaue, ein Verwaltungsgebäude, die Außenmauern des Maschinenhauses mit Anbauten und ein viereckiger aus Ziegelsteinen gemauerter Schornstein erhalten. Neben diesen Tagesanlagen wurde auch die Kleinzeche Vereinigte Nachtigall und die alte Ziegelei vom LWL-Industriemuseum übernommen. Im Jahr 1991 wurden sämtliche Restgebäude unter Denkmalschutz gestellt. In den nachfolgenden Jahren wurden die Gebäude restauriert. Der als Nachtigallstollen bezeichnete Stollen, der das Werksgelände mit dem auf der südlichen Seite befindlichen Steinbruch verbindet, wurde wieder überarbeitet. Noch im selben Jahr wurde der querschlägige Stollen für Führungen freigegeben. Im Mai des Jahres 2003 wurde das LWL-Industriemuseum Zeche Nachtigall eröffnet. Das ehemalige Bergwerk wird seitdem als Besucherbergwerk genutzt.

## Ausstellungen
Nach der Eröffnung des Museums wurden zunächst das aus der Zeit der Zeche Nachtigall noch erhaltenen Fördermaschinenhaus und das Werkstattgebäude als Ausstellungsräume genutzt. In dem Fördermaschinenhaus war früher die Fördermaschine des Schachtes Hercules installiert. Heute ist in dem Fördermaschinenhaus eine Dampffördermaschine aus dem 19. Jahrhundert aufgestellt. Die Fördermaschine stammt von der Zeche Franz Haniel in Bottrop. Außerdem wird auf dem Museumsgelände und in den Gebäuden in mehreren Ausstellungen über die Entwicklung des Steinkohlenbergbaus im Ruhrtal und über die Kohlenschifffahrt auf der Ruhr berichtet. Auf dem Gelände ist eine Kleinzeche rekonstruiert worden. Als weiterer Teil der Ausstellung dient ein Ringofen der ehemaligen Ziegelei Dünkelberg. Bei der Restaurierung dieses Ofens wurde der Schachtkopf des Schachtes Hercules wieder freigelegt und dient seitdem als Ausstellungsteil des Museums. Außerdem ist in dem Gebäudekomplex der ehemaligen Ziegelei die Dauerausstellung „Der Weg in die Tiefe“ aufgebaut.
Die kleine, sehr instruktive Ausstellung über den Geopark Ruhrgebiet zeigt die Geologie des Ruhrgebiets anhand einer großen geologischen Karte mit eingesetzten Profilen, eine Einführung in die Erdgeschichte des Ruhrgebiets, eine Übersicht über die hier gewonnenen Rohstoffe (und deren Endprodukte) sowie den Kontext der Nationalen GeoParks.

## Bildergalerie

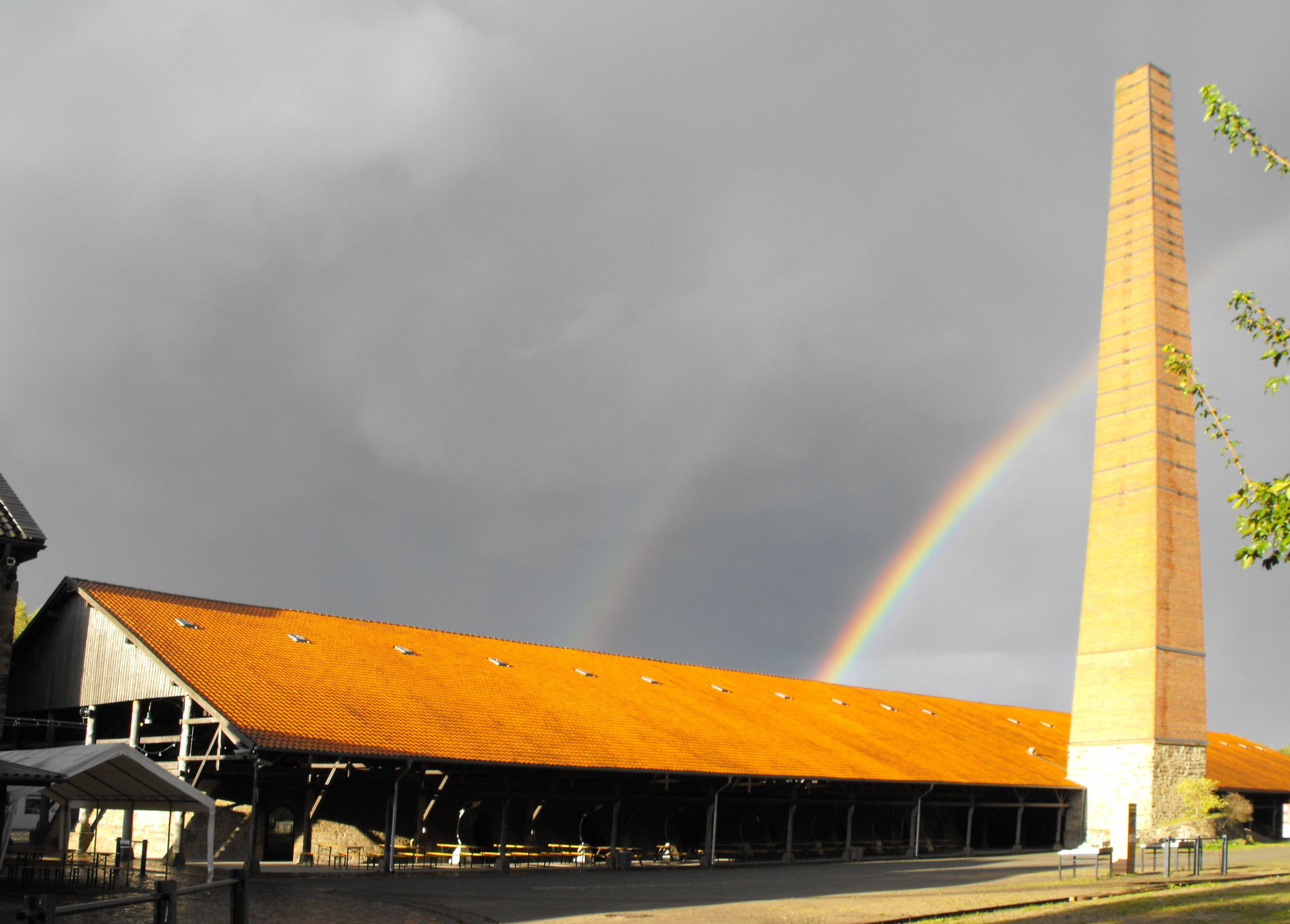
Ziegeleigebäude
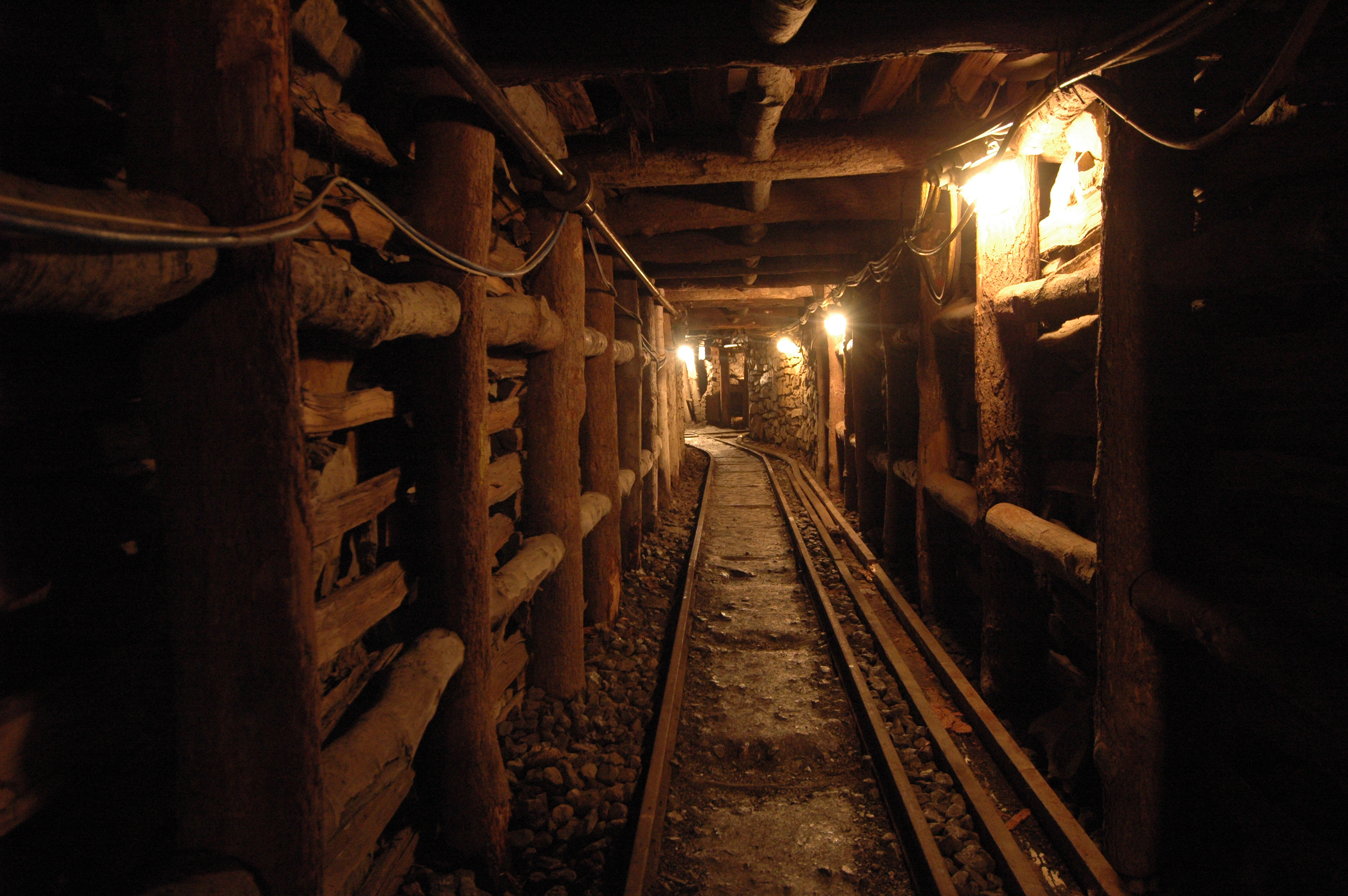
Nachtigallstollen
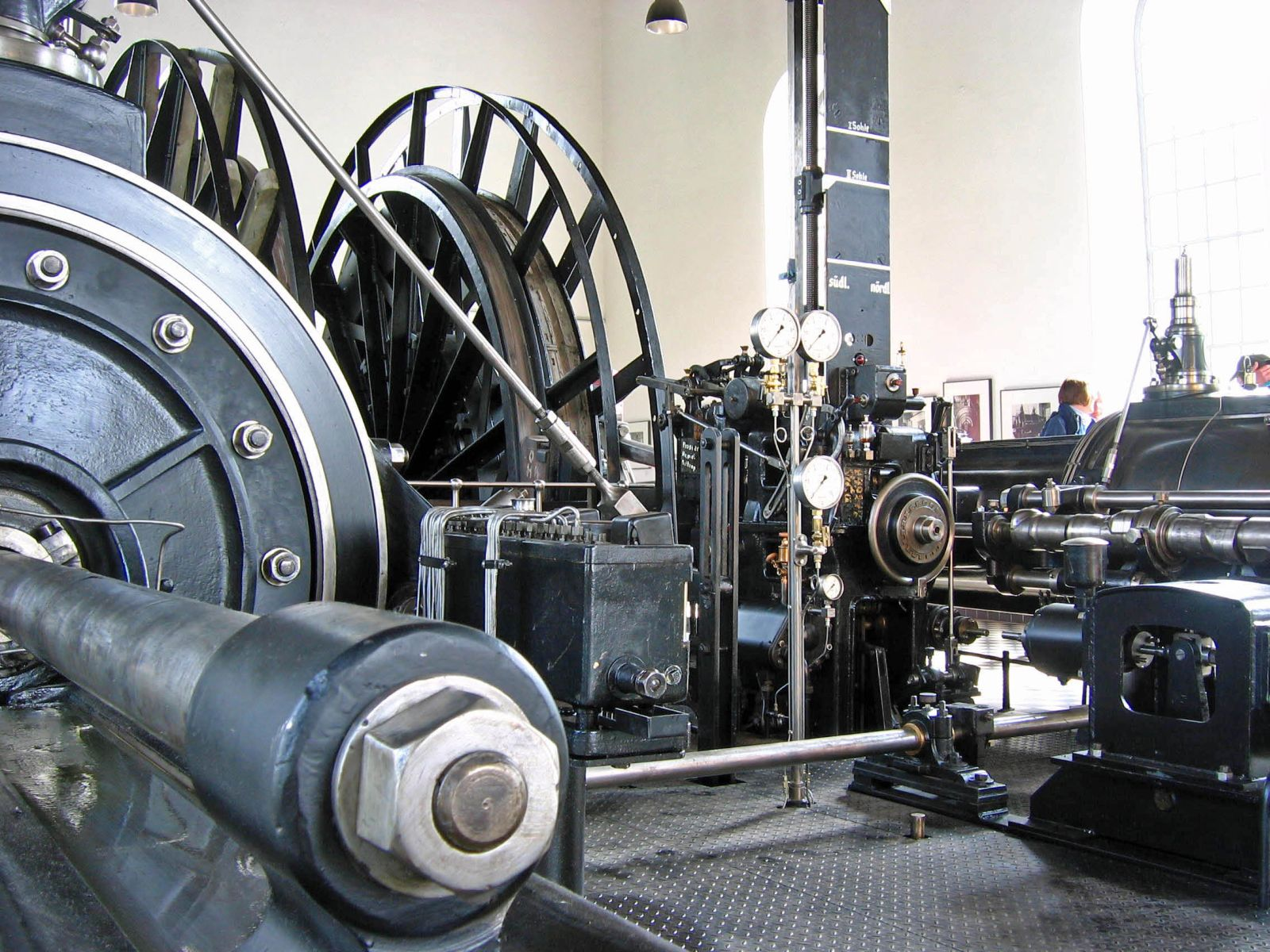
Fördermaschine
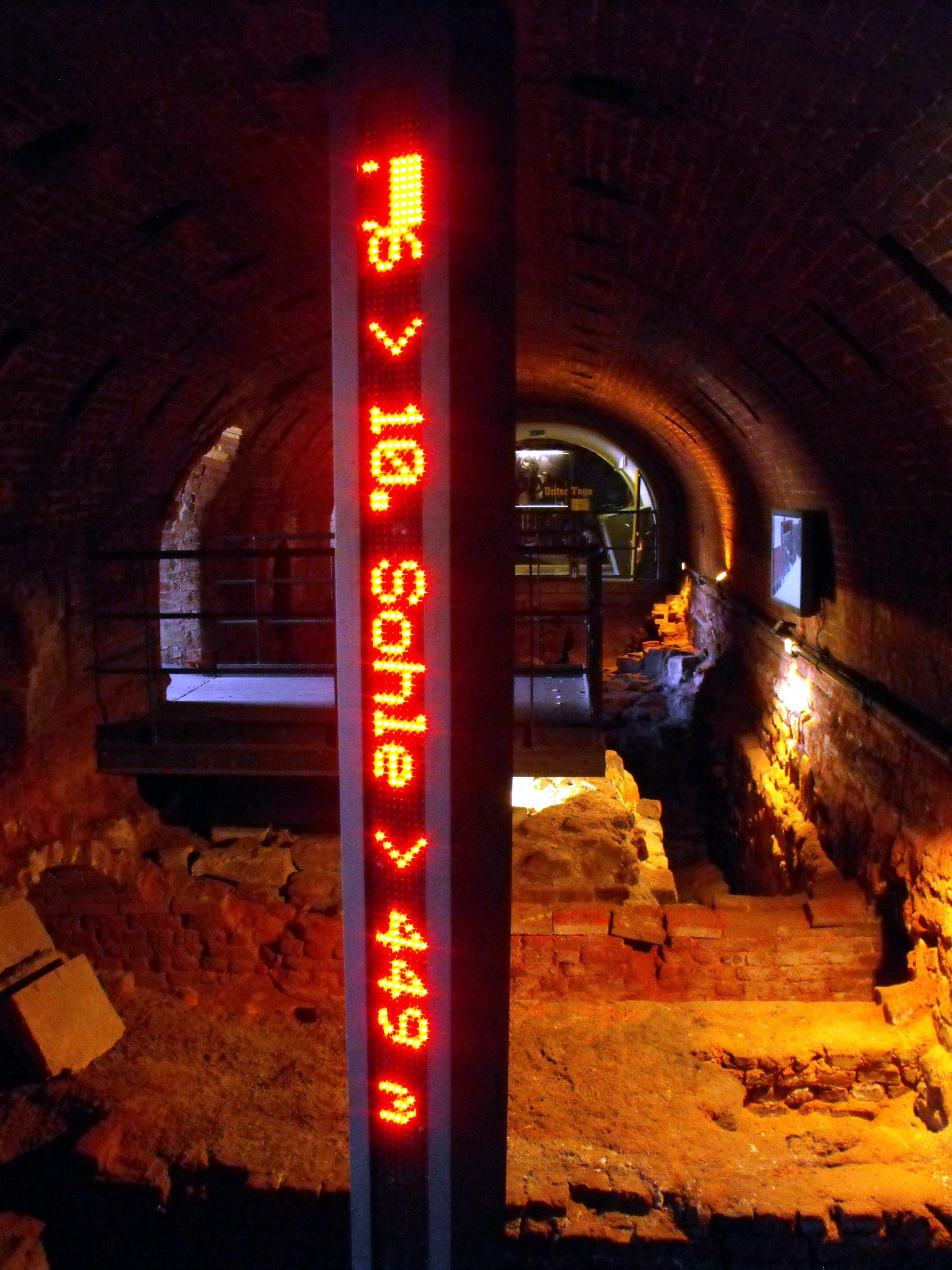
Schacht Hercules
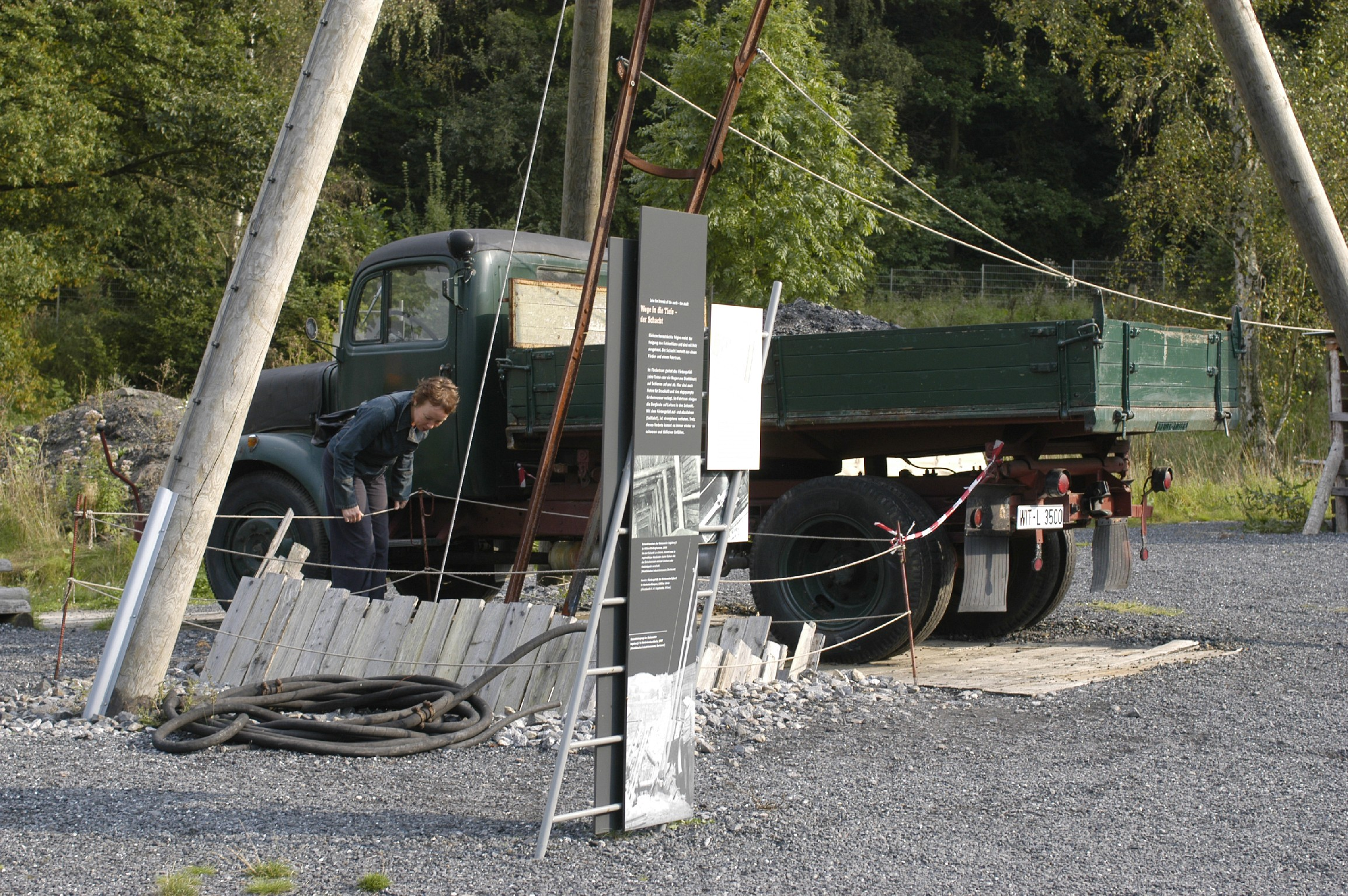
Beispiel einer Kleinzeche

## Nutzung des Geländes in Film und Fernsehen
Das Industriemuseum Zeche Nachtigall, beziehungsweise das Besucherbergwerk Nachtigall, diente auch als Kulisse für diverse Filmaufnahmen. So sind zum Beispiel verschiedene Dokumentationen des WDR Fernsehens hier entstanden, ebenfalls ein Teil des Bewerbungsvideos der Band Frida Gold für den Bundesvision Songcontest und Teile der Unter-Tage-Aufnahmen aus der Kinoproduktion Junges Licht.